# دنيس نيلسون (لاعب كرة قدم أمريكية)
دنيس نيلسون (بالإنجليزية: Dennis Nelson)‏ هو لاعب كرة قدم أمريكية أمريكي، ولد في 2 فبراير 1946 في كيواني في الولايات المتحدة.

## وصلات خارجية
- دنيس نيلسون على موقع مرجع كرة القدم المحترفة.كوم (الإنجليزية)